# 沖縄弁護士
沖縄弁護士（おきなわべんごし）は、特例で沖縄県に限定しての業務が認められている弁護士。「布令弁護士」（ふれいべんごし）とも呼称されるが、正確には別の概念である。

## 概要
本土復帰前の沖縄では、戦前の高等文官試験司法科（現在の司法試験に相当）の合格者の他に、米国民政府によって制定された「琉球民裁判所制（米国民政府布告第12号）」に基づいて資格を取得した弁護士（布令弁護士）が存在した。
1972年の本土復帰に関連して沖縄の弁護士資格者等に対する本邦の弁護士資格等の付与に関する特別措置法が制定され、布令弁護士に絡んで法務省の司法試験管理委員会（現在の司法試験委員会）が沖縄復帰までに法曹として必要な学識及びその応用能力を有するどうかを判定するための選考等を実施した。この選考等を受けなかった者や不合格だった者は、沖縄県内に限り「沖縄弁護士」の名称を用いての弁護士業務が当分の間（当初は5年間）認められた。沖縄弁護士は、あくまでも弁護士法第3条に規定する「弁護士の職務」を認められたにすぎないので、沖縄県内の検察官や裁判官になる資格はない。
沖縄弁護士の事務所は沖縄弁護士法律事務所と称し、沖縄県の区域内に設けなければならない。
沖縄弁護士は沖縄弁護士会及び日本弁護士連合会が沖縄弁護士に関して定めた会則を守らなければならない。会則では日本弁護士連合会において沖縄特別会員と扱われ、選挙権・議決権はないと規定されている。
沖縄県の区域内に置かれる裁判所又は裁判所の支部において取り扱っている事件を受任している沖縄弁護士は、当該事件に関し沖縄県の区域外において弁護士法第3条に規定する事務（当事者その他関係人の依頼又は官公署の委嘱によって、訴訟事件、非訟事件及び審査請求、再調査の請求、再審査請求等行政庁に対する不服申立事件に関する行為その他一般の法律事務）を行なう必要があるときは、当該事件を取り扱っている裁判所の許可を受けなければならない。
2016年には法に反して「沖縄弁護士法律事務所」ではなく「法律事務所」の看板を掲げて業務していた6人の沖縄弁護士に対して沖縄弁護士会が戒告処分を下した。
2025年8月1日現在、沖縄弁護士（日本弁護士連合会の沖縄特別会員）は2名となっている。